# 人民出版社
人民出版社（じんみんしゅっぱんしゃ）は、中華人民共和国国営の総合出版社の一つである。主に哲学、社会科学、中国共産党、中国政府の政治およびイデオロギーの書籍を出版している。
1921年9月1日に共産党により設立された後、1950年12月1日に国営出版社として再建され、毛沢東が社名を揮毫した。
1948年設立の三聯書店は、1951年から1986年までの間、人民出版社に合併された（三聯書店の名は人民出版社のサブブランドとして残した）。1986年に三聯書店は「生活・読書・新知三聯書店」と改称して人民出版社から独立した。この後、人民出版社はサブブランドとして東方出版社を設けた。東方出版社は非政治的書籍の出版に重きを置き、「内部書」すなわち内部参考刊行物も出版する。

## 主な出版物
- 「マルクス・エンゲルス全集」
- 「マルクス・エンゲルス選集」
- 「レーニン全集」
- 「レーニン選集」
- 「スターリン全集」
- 「スターリン選集」
- 「毛主席語録」
- 「毛沢東選集」
- 「毛沢東文集」
- 「鄧小平文選」
- 「江沢民文選」
- 「劉少奇選集」
- 「周恩来選集」
- 「朱徳選集」
- 「董必武選集」
- 「陳雲文選」
- 「鄧穎超文集」
- 「薄一波文選」
- 「郭沫若全集・歴史編」
- 譚其驤「長水集」
- 葛剣雄「西漢人口地理」（中華人民共和国の幹部が歴史学博士論文を決裁したものの一つ）

### 雑誌
- 「新華月報」
- 「新華文摘」
- 「人物」

## 人民出版社発行大学歴史教材『世界通史』の内容
- 人民出版社が発行している中国の大学歴史教材『世界通史』は、三国時代から高句麗を除外し、三国時代を「新羅、百済、伽耶」と規定、「武帝は、衛氏朝鮮を滅ぼした後、その領土に郡県制を施行した。辰国が衰弱して分裂後、新羅、百済、伽耶の三国が形成された」と記述、高句麗を「漢の玄菟郡管轄下の中国少数民族であり、紀元前37年の政権樹立後、漢、魏晋南北朝、隋、唐にいたるまで全て中原王朝に隷属した中国少数民族の地方政権」と記述、唐・新羅戦争を「中国の地方政権である高句麗が分裂傾向をみせると、中央政府である唐が単独で懲罰し、直轄領とした」と記述している[2]。
- 人民出版社が発行している中国の大学歴史教材『世界通史』は、4世紀から5世紀にかけて伽耶が日本の支配下にあったという任那日本府を受け入れており、「伽耶は4世紀に日本の侵略を受けた」と記述している[2]。